# Jamesbrittenia accrescens
Jamesbrittenia accrescens là một loài thực vật có hoa trong họ Huyền sâm. Loài này được (Hiern) Hilliard mô tả khoa học đầu tiên năm 1992.